# Cuevas de Namibia
Namibia, país del África sudoccidental, tiene un total de 124 cuevas conocidas, 41 de las cuales están situadas en la región de Otjozondjupa.
En varias de estas cuevas se han hecho investigaciones y se han publicado en diversas revistas, pero de una cierta variedad de cuevas la ubicación no se conoce comúnmente, ya que la información se ha perdido a lo largo de los años. Algunos lugares también se mantienen deliberadamente en secreto para proteger las cuevas de posibles vandalismos y robos.

## Historia
Las cuevas conocidas por la población local fueron reportadas por los primeros exploradores y viajeros. Las cuevas de Namibia no se reportan por su belleza, sino por sus razones prácticas y de curiosidad.
Una creencia muy común es que las cuevas fueron usadas como lugares de refugio por el  pueblo San o bosquimanos. Sin embargo, los san no utilizaban las cuevas para refugiarse, ya que la mayoría de las cuevas de Namibia tienen entradas verticales y también están situadas en la parte superior de las elevaciones. Las cuevas sólo se utilizaban cuando eran accesibles y permitían la observación de la zona que se aproximaba y la zona circundante, y también se proporcionaba espacio a la entrada del refugio. Recursos como el agua, los huevos de pájaros y la miel fueron efectivamente utilizados por la población local.[2]
A lo largo de 1882 a 1915, las tropas de la administración colonial alemana imperial se interesaron por las cuevas, ya que proporcionaban en zonas remotas el suministro de agua para el transporte de animales. Los estanques de las cuevas que eran accesibles se usaban como puntos de agua tanto para las patrullas de policía como para los combatientes de la resistencia.
Con el paso de los años, los terratenientes se interesaron por las cuevas, ya que debido a la  Primera y Segunda Guerra Mundial el nitrato se consideraba un recurso estratégico y ya no podía utilizarse en los fertilizantes. Los minerales de nitrato fueron reemplazados por  guano de ave, pero solo una pequeña cantidad se utilizó localmente, el resto se exportó. Como no se disponía de fertilizantes, los agricultores buscaron en las cuevas y utilizaron guano de  murciélago como alternativa. En el período de 1935 a 1942 se extrajeron más de 10 000 toneladas de guano de murciélago de la «cueva de Arnhem», pero también se minaron cuevas más pequeñas como Nooitgedacht, Otgrot, Valle y otras.
A partir de 1963 se realizaron investigaciones en varias cuevas de toda Namibia. Fue realizada por la población local, pero también por una variedad de investigadores de Australia, Austria, Francia, Alemania y muchos más países. Un problema con los investigadores de otros países es que no se aseguran de que sus resultados e informes estén disponibles en Namibia, por lo que se pierde información valiosa.

## Cuevas notables

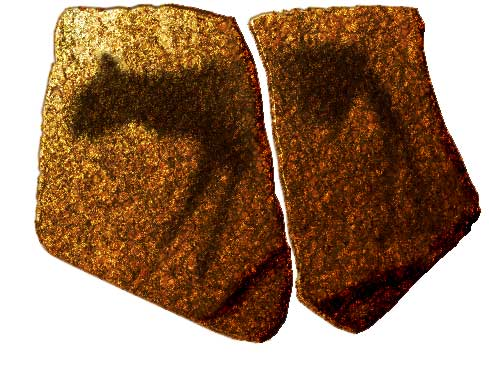
Una losa de piedra de 27 000 años de antigüedad de la Cueva del Apolo 11.

- La Cueva del Aliento del Dragón: La cueva fue descubierta y entró por primera vez por Roger Ellis de la «Asociación Espeleológica Sudafricana» en 1986 durante una expedición para descubrir nuevas cuevas en la zona de Otavi, Grootfontein y Tsumeb. El investigador John Irish, un  entomólogo del «Museo Nacional de Namibia», y el Dr. Jacques Martini del «Departamento de Estudios Geológicos de Sudáfrica» realizaron una investigación espeleológica sobre la geología y la fauna de la cueva. En 1987 una expedición de buceo en cuevas fue dirigida por Roger Ellis y Charles Maxwell para explorar la extensión submarina de la cueva. La Cueva del Aliento de Dragón fue posteriormente inspeccionada y listada en el Libro Guinness de los récords como el lago subterráneo no lago subglacial más grande del mundo.[3]
- Cuevas bajo el lago Otjikoto y el lago Guinas: Ambos lagos fueron creados por el colapso de cuevas de dolomita, y están sumergidos en el agua.[4]
- Cueva Apolo 11 en la ǁKaras Región del suroeste de Namibia, aproximadamente a 250 kilómetros (160 millas) al suroeste de Keetmanshoop. Esta cueva contenía algunas de las piezas de arte móvil más antiguas jamás descubiertas en el sur de África, la prueba del Carbono-14 lo data entre 27 500 y 25 500 d. C.[5]
- La cueva de Aigamas, en la región de Otjozondjupa, alberga la única población continental conocida de un pez cavernícola (Clarias cavernicola) en el África meridional.
- Las Cuevas de Gaub en la región de Oshikoto, en el centro del Triángulo de Otavi (Tsumeb - Otavi - Grootfontein) han sido declaradas Monumento nacional en 1967, siendo las únicas cuevas de Namibia con esa condición.[6]